# Guy Fawkes
Guy Fawkes, ook wel Guido Fawkes, (York, 13 april 1570 – Londen, 31 januari 1606) was een Engels militair. Hij is bekend geworden wegens zijn rol in de samenzwering om koning Jacobus I en een groot deel van de in Londen wonende Schotse adel te vermoorden.
Fawkes werd geboren in York, waar hij gedoopt werd in de kerk van St. Michael-le-Belfry waar hij ook naar school ging. Hij diende een paar jaar als soldaat, waarbij hij ervaring met explosieven opdeed. Fawkes diende onder de Spanjaarden tijdens de Tachtigjarige Oorlog, en nam deel aan de inname van Calais (1596).

## Buskruitverraad
De aanslag tegen de protestantse koning Jacobus I werd in mei 1604 beraamd door de Engelse katholieken Robert Catesby, Thomas Percy, John Wright, Robert Keyes, Thomas Wintour en Robert Wintour. Fawkes, die over aanzienlijke militaire kennis en ervaring met explosieven beschikte, kwam al snel in aanraking met Catesby.
Op 5 november 1605 werd Fawkes in een kelder onder het Hogerhuis betrapt, met lonten en buskruit in zijn bezit. Het complot staat daarom bekend als het Buskruitverraad. Fawkes en zes andere schuldigen werden opgepakt en wegens hoogverraad ter dood veroordeeld. Het complot was ontdekt door een katholieke Lord, een vriend van Fawkes, die een waarschuwingsbrief had ontvangen om niet naar het parlement te komen.
Fawkes werd veroordeeld tot hangen, trekken en vierendelen. Toen Fawkes voor zijn executie werd gevraagd waarom hij de koning wilde vermoorden, zei hij dat hij alleen maar de bevelen van de paus opvolgde, die de koning had geëxcommuniceerd. Voordat de executie kon worden voltrokken, sprong Fawkes van de ladder naar het platform waarop de galg stond en brak hij zijn nek. Hierdoor stierf hij, nog voor hij werd opgehangen.
Dat Fawkes niet overal als schurk wordt beschouwd, blijkt uit het feit dat een van de Galápagoseilanden naar hem is genoemd: Isla Guy Fawkes, en een natuurpark in New South Wales: Nationaal park Guy Fawkes River.

## Folklore
Elk jaar wordt op 5 november tijdens Guy Fawkes Night in het Verenigd Koninkrijk het Buskruitverraad herdacht. Bij die gelegenheid steekt men poppen van stro die Guy Fawkes voorstellen in brand tezamen met grote hoeveelheden vuurwerk. In de kelders van het Britse parlement wordt die dag traditioneel een inspectie gehouden om te zien of er niet weer een aanslag wordt beraamd. Een aflevering van de reeks Endeavour Morse speelt zich af tegen de achtergrond van Guy Fawkes Night, evenals episode 1 van seizoen 3 van de televisieserie Sherlock.
De gebeurtenissen rond het Buskruitverraad vormen nog steeds een inspiratiebron. Zo was het de basis voor het verhaal van de graphic novel V for Vendetta, waar in Amerika in 2005 ook een speelfilm V for Vendetta van is gemaakt. Bovendien wordt het Guy Fawkes-masker als herkenningsteken gebruikt door onder andere de groep Anonymous.
- Bibsys: 6099096
- Biblioteca Nacional de España: XX1702126
- CiNii: DA14327042
- Gemeinsame Normdatei: 123040787
- International Standard Name Identifier: 0000 0001 2276 9038
- Library of Congress Control Number: n83212084
- Nationale bibliotheek van Australië: 61541578
- Nationale Bibliotheek van Israël: 987007515281305171
- Nationale Bibliotheek van Polen: a0000003738186
- Nederlandse Thesaurus van Auteursnamen: 070473900
- LIBRIS: 345578
- SNAC: w6zw2m0p
- Système universitaire de documentation: 103894284
- Trove: 1843224
- Virtual International Authority File: 15668402
- WorldCat: E39PBJgCMj4GjVQ6FTMQQFWv73